# Hölty-Denkmal (Hannover)

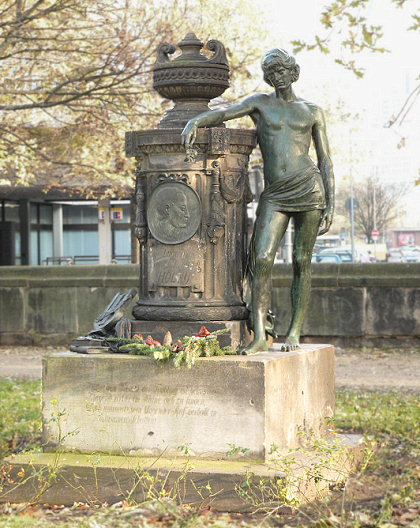
Das Hölty-Denkmal auf dem Alten St.-Nikolai-Friedhof in Hannover

Das Hölty-Denkmal in Hannover wurde Anfang des 20. Jahrhunderts von dem Architekten Otto Lüer und dem Bildhauer Karl Gundelach geschaffen. Das Denkmal wurde statt eines bereits zur Zeit des Kurfürstentums Hannover nicht mehr auffindbaren Grabes des „Frühlingsdichters“ auf dem Alten St.-Nikolai-Friedhof errichtet und ist im Lauf der Zeit mehrfach verändert worden.

## Geschichte

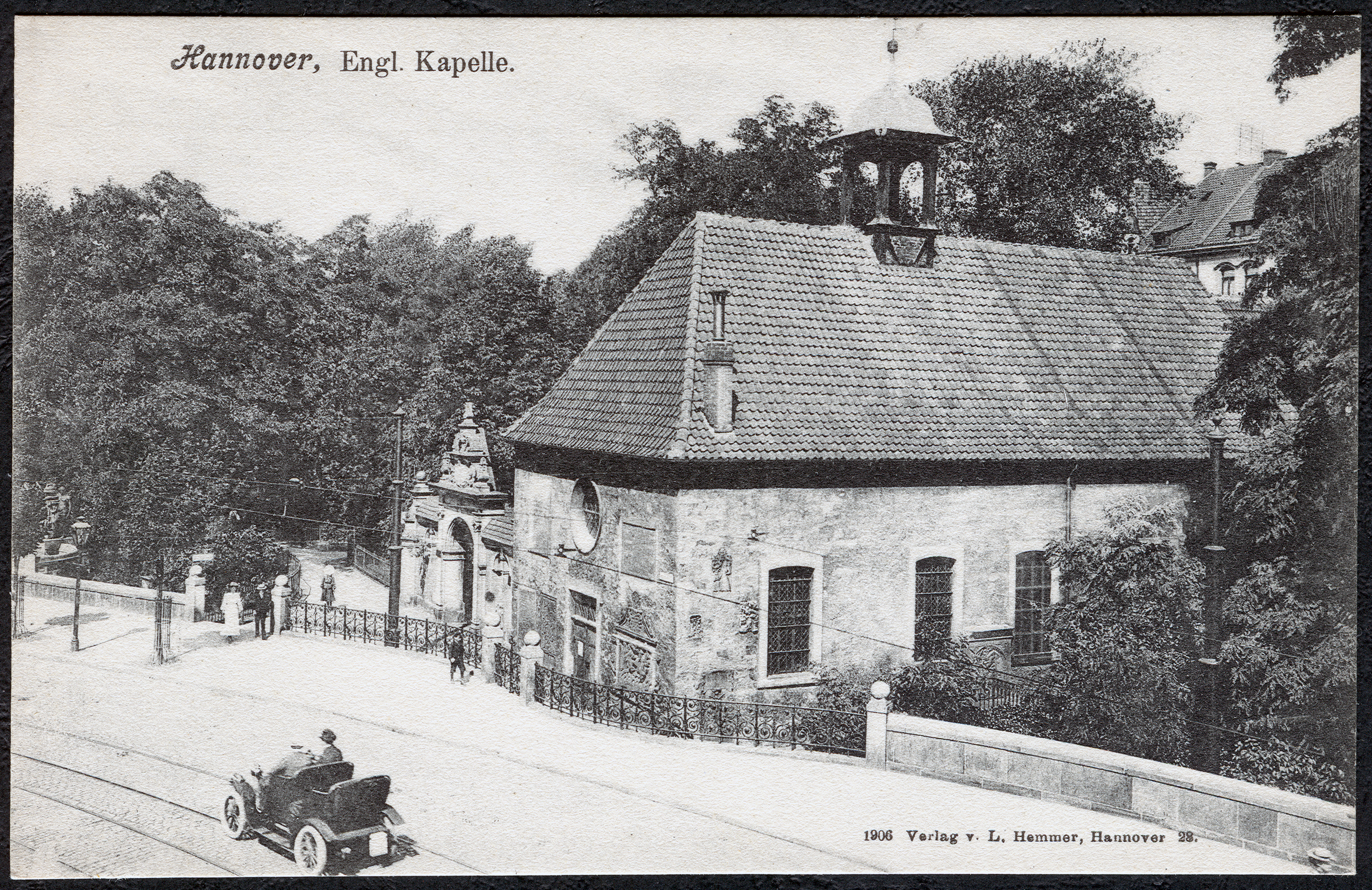
1906: Blick auf die noch unzerstörte Nikolaikapelle, damals von den Engländern als Gotteshaus genutzt, ganz links ist ein Teil des damaligen Hölty-Denkmals zu erkennen; Ansichtskarte Nr. 29 von Ludwig Hemmer, 1906

Ludwig Hölty, „wegen seiner Poesie berühmt“, wurde nach seinem Tod 1776 für „18 Gute Groschen [... ein zeitlich befristetes] Begräbnis auf Verwesung“ zuteil. Begraben wurde er am 4. September 1776 auf dem seinerzeit vor dem Steintor außerhalb der Altstadt Hannovers liegenden Nikolaifriedhof.
Ob an Höltys Grab seinerzeit ein Grabstein gesetzt wurde, ist seit Jahrhunderten umstritten. Zwar schrieb Höltys Freund Johann Heinrich Voß im Vorwort zu dem schon wenige Jahre nach Höltys Tod herausgegebenen Gedichtband 1783: „Ein Denkmal kann ihm nun freilich nicht gesetzt werden, aber in Hannover, wo auch Leibniz begraben liegt, ist es kein Zeichen von Geringschätzung, daß man die Stätte des Begrabenen nicht kennt“. Dem stand jedoch eine anderslautende Aussage des Feldprobstes Reinecke entgegen, der ab 1822 als Kollaborateur an der alten Garnisonskirche gearbeitet hatte, er habe noch Höltys Grabstein gesehen.
In jedem Fall war Höltys Grabhügel – ebenso wie ein möglicher Grabstein – nach Ablauf der Frist entfernt worden. Ein halbes Jahrhundert nach der Bestattung schuf der Künstler Rudolf Wiegmann eine Lithographie des Nikolaifriedhofes mit einem Blick auf eine belebte Szenerie, von außerhalb der Friedhofsmauer von der Goseriede aus gesehen.
Erst gegen Ende des 19. Jahrhunderts erwachte das Interesse der „Heimatfreunde“ und der Öffentlichkeit erneut an der Schaffung eines Denkmals für den jung verstorbenen Dichter. Daher wurde am 21. Dezember 1898 der Grundstein gelegt für das Hölty-Denkmal. Fertiggestellt wurde das Denkmal jedoch erst drei Jahre später und am 12. Juni 1901 enthüllt.

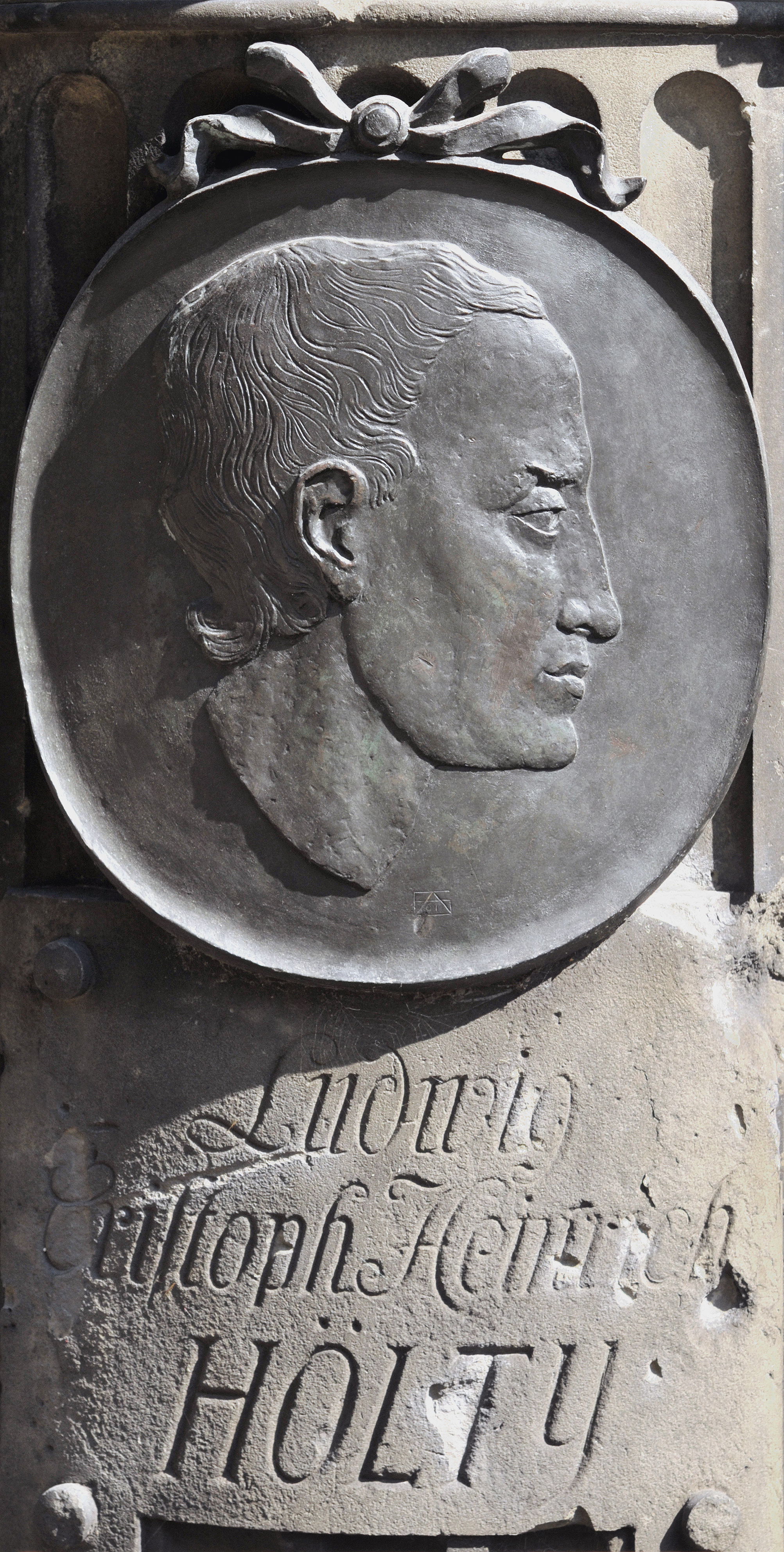
Heutiges Porträt-Medaillon Höltys mit den Initialen AS für Adolf Sötebier

Mitten im Zweiten Weltkrieg fertigte der hannoversche Fotograf Wilhelm Hauschild 1942 mehrere Fotografien des Denkmals an. Darauf ist der noch heute erhaltene Sockel des Denkmals mit seinen Aufbauten zu sehen, jedoch auch eine um das Denkmal im Halbrund führende Ummauerung, an deren beider Enden vor einem Ziergitter zwei großzügig eingefasste, aus Stein gehauene Sitzbänke zum Verweilen einluden. Das am Denkmal angebrachte Porträt-Medaillon zeigte einen jungen Mann mit einem nach hinten durch eine Schleife zusammengehaltenen Zopf im Stil des 18. Jahrhunderts.
Offenbar ging das Porträtmedaillon jedoch verloren, so dass ein neues, im Aussehen und in Haartracht verändertes, Porträt Höltys durch den Bildhauer Adolf Sötebier angebracht wurde.
Erhalten haben sich jedoch die Inschriften auf dem Sandsteinsockel des Denkmals, darunter ein Vers von Nikolaus Lenau:

„Hölty, Dein Freund der Frühling ist gekommen. Klagend irrt er im Haine, Dich zu finden. Doch umsonst, sein klagender Ruf verhallt in einsamen Schatten.“